# Доллимаунт (тауншип, Миннесота)
Доллимаунт (англ. Dollymount) — тауншип в округе Траверс, Миннесота, США. На 2000 год его население составило 83 человека.

## География
По данным Бюро переписи населения США площадь тауншипа составляет 99,5 км², из которых 99,5 км² занимает суша, водоёмов нет.

## Демография
По данным переписи населения 2000 года здесь находились 83 человека, 27 домохозяйств и 25 семей. Плотность населения —  0,8 чел./км². На территории тауншипа расположено 33 постройки со средней плотностью 0,3 построек на один квадратный километр. Расовый состав населения: 95,18 % белых, 1,20 % c Тихоокеанских островов и 3,61 % приходится на две или более других рас. Испанцы или латиноамериканцы любой расы составляли 9,64 % от популяции тауншипа.
Из 27 домохозяйств в 44,4 % воспитывались дети до 18 лет, в 88,9 % проживали супружеские пары, в 3,7 % проживали незамужние женщины и в 7,4 % домохозяйств проживали несемейные люди. 7,4 % домохозяйств состояли из одного человека, при том 3,7 % из — одиноких пожилых людей старше 65 лет. Средний размер домохозяйства — 3,07, а семьи — 3,24 человека.
31,3 % населения — младше 18 лет, 6,0 % — в возрасте от 18 до 24 лет, 24,1 % — от 25 до 44, 19,3 % — от 45 до 64, и 19,3 % — старше 65 лет. Средний возраст — 39 лет. На каждые 100 женщин приходилось 112,8 мужчин. На каждые 100 женщин старше 18 приходилось 111,1 мужчин.
Средний годовой доход домохозяйства составлял 42 083 доллара, а средний годовой доход семьи —  47 813 долларов. Средний доход мужчин —  23 750  долларов, в то время как у женщин — 25 625. Доход на душу населения составил 14 587 долларов. За чертой бедности не находилась ни одна семья и 3,8 % всего населения тауншипа.